# Messier 96
M96 (Messier 96 / NGC 3368) is een spiraalstelsel in het sterrenbeeld Leeuw (Leo). Het hemelobject werd in 1781 door Pierre Méchain ontdekt. M96 is het helderste lid van de M96 groep van sterrenstelsels, ook wel bekend onder de naam Leo I groep, en staat op ongeveer 38 miljoen lichtjaar van de Aarde. M96 heeft een diameter van ongeveer 100 000 lichtjaar (het heldere centrale gebied heeft een diameter van ongeveer 66 000 lichtjaar).